# Võ Kim Cự
Võ Kim Cự (sinh năm 1957) là một chính khách Việt Nam. Ông nguyên là Bí thư, Chủ tịch đoàn Liên minh HTX Việt Nam nhiệm kỳ 2015-2020, nguyên Bí thư Tỉnh ủy, nguyên Chủ tịch Ủy ban nhân dân tỉnh Hà Tĩnh, Đại biểu Quốc hội Việt Nam khóa 13, khóa 14 thuộc đoàn đại biểu Hà Tĩnh, thành viên Ủy ban Kinh tế của Quốc hội.
Liên quan đến vụ xả nước thải ra biển của Formosa, ngày 21/4/2017, Ban Bí thư Trung ương Đảng quyết định xóa mọi chức vụ trong Đảng của ông.

## Cuộc đời và sự nghiệp
Ông sinh ngày 19 tháng 5 năm 1957, quê quán tại xã Cẩm Lạc, huyện Cẩm Xuyên, tỉnh Hà Tĩnh.
Bước đầu trong sự nghiệp chính trị của ông là tham gia hoạt động công tác Thanh niên. Ông được kết nạp vào Đảng Cộng sản Việt Nam ngày 30 tháng 9 năm 1976, chính thức ngày 24 tháng 3 năm 1978.
Từ tháng 8 năm 1978 đến tháng 11 năm 1986, ông lần lượt giữ các chức vụ Trung đoàn phó, Bí thư Đảng ủy, Chính ủy Trung đoàn Thanh niên xây dựng quê hương Phan Đình Giót; Ủy viên Ban Chấp hành đảng bộ Huyện Cẩm Xuyên; Ủy viên Ban Chấp hành Tỉnh đoàn; Phó Bí thư, Bí thư Huyện Đoàn Cẩm Xuyên.
Từ 12/1986-3/1990: Bí thư Chi bộ, Giám đốc Trung tâm dạy nghề huyện Cẩm Xuyên
Từ 4/1991-9/1991: Ủy viên Ban Chấp hành đảng bộ Huyện Cẩm Xuyên, Đại biểu HĐND huyện; Bí thư Đảng ủy, Giám đốc Xí nghiệp xuất khẩu Cẩm Xuyên
Từ 10/1991-7/1993: Bí thư Đảng ủy, Giám đốc Công ty METECO Hà Tĩnh
Từ 8/1993-3/1997: Ủy viên Ban Chấp hành đảng bộ Tỉnh Hà Tĩnh, Đại biểu HĐND tỉnh; Bí thư Đảng ủy, Tổng Giám đốc điều hành Công ty Liên doanh Austinh Hà Tĩnh; Chủ tịch Hiệp hội Titan Việt Nam
Từ 4/1997-12/2000: Bí thư Đảng ủy, Giám đốc Công ty khai thác, chế biến và xuất khẩu Titan Hà Tĩnh; Chủ tịch Hiệp hội Titan Việt Nam
Từ 01/2001-6/2005: Ủy viên Ban Chấp hành đảng bộ Tỉnh, Bí thư Đảng ủy, Giám đốc Công ty Khoáng sản và TM Hà Tĩnh, Chủ tịch HĐQT kiêm Tổng Giám đốc Tổng Công ty Khoáng sản và Thương mại Hà Tĩnh (MITRACO), Chủ tịch Hiệp hội Titan Việt Nam, Đại biểu HĐND tỉnh
Từ 6/2005-7/2010: Ủy viên Ban Thường vụ Tỉnh ủy, Phó Chủ tịch Ủy ban nhân dân tỉnh Hà Tĩnh, Đại biểu HĐND tỉnh
Từ 8/2010-02/2015: Phó Bí thư Tỉnh ủy, Chủ tịch Ủy ban nhân dân tỉnh (thay ông Lê Văn Chất nghỉ hưu theo chế độ), Đại biểu Quốc hội khóa XIII
Tháng 2/2015: Bí thư Tỉnh ủy (thay cho ông Nguyễn Thanh Bình về trung ương làm Phó Ban Tổ chức Trung ương), Chủ tịch HĐND tỉnh, Trưởng đoàn Đại biểu Quốc hội tỉnh Hà Tĩnh
Ngày 16/10/2015, ông thôi chức Bí thư Hà Tĩnh để nhận công tác ở trung ương là Bí thư Đảng đoàn, Chủ tịch Liên minh Hợp tác xã Việt Nam nhiệm kỳ 2015-2020.
Ngày 7/9/2017, Võ Kim Cự nhận thêm chức danh Phó trưởng ban "Ban chỉ đạo đổi mới và phát triển kinh tế tập thể, hợp tác xã".
Ngày 30/9/2017, Võ Kim Cự thôi những chức vụ cuối cùng để nhận quyết định nghỉ hưu từ 01/10/2017.

## Liên quan đến dự án Formosa
Năm 2008, ông Võ Kim Cự là Trưởng ban Quản lý Khu kinh tế Vũng Áng (nay là Ban quản lý khu kinh tế tỉnh Hà Tĩnh), cơ quan cấp phép đầu tư cho dự án Nhà máy liên hợp luyện gang thép và cảng nước sâu Sơn Dương (dự án Formosa) do Công ty TNHH gang thép Hưng Nghiệp Formosa Đài Loan làm chủ đầu tư với thời hạn 70 năm khi chưa được Chính phủ đồng ý. Tuy nhiên, Bộ Kế hoạch và Đầu tư đã nghiên cứu và kiến nghị cho Formosa thuê 70 năm và đã được Thủ tướng Chính phủ Nguyễn Tấn Dũng đồng ý.
Về việc cấp phép này, ông Võ Kim Cự cho biết: "Không phải đơn giản mà Hà Tĩnh cấp phép cho Formosa. Đầu tiên là báo cáo Chính phủ và Thủ tướng Chính phủ đã có văn bản chấp thuận chủ trương. Sau đó Nhà đầu tư lập dự án với nhiều bước. Trước khi thẩm định đã có ý kiến của 12 Bộ chuyên ngành, kể cả các cơ quan trong khối nội chính, Quốc phòng, an ninh... đồng ý với các nội dung. Sau đó là thẩm định rồi báo cáo Chính phủ. Cuối cùng, Chính phủ đồng ý để cho Hà Tĩnh được cấp phép." Trao đổi riêng với PV Dân trí sáng nay 25/7, một lãnh đạo Thanh tra Chính phủ đánh giá trả lời của ông Võ Kim Cự: " Thủ tướng đồng ý cho 70 năm là xử lý sau thanh tra, tức là sai luật rồi nhưng để hoạt động của dự án bình ổn thì cho tiếp tục thực hiện 70 năm, chứ không phải đồng ý từ trước." và "Việc ông Võ Kim Cự trả lời báo chí nói rằng có 12 bộ ngành thẩm định việc cấp phép 70 năm là không đúng đâu. Không có 12 bộ ngành thẩm định cho thuê 70 năm đâu, ông nói sai đấy, lấp liếm"

## Kỷ luật
Ngày 22/2/2017, Ủy ban Kiểm tra Trung ương ra quyết định, trong đó quy "trách nhiệm chính" cho ông Cự vì "đã thiếu trách nhiệm trong lãnh đạo, chỉ đạo; buông lỏng quản lý, điều hành; thiếu kiểm tra, giám sát trong quá trình thực hiện dự án; để xảy ra các vi phạm trong thẩm định, phê duyệt, cấp phép và quản lý nhà nước đối với dự án Formosa Hà Tĩnh."
Thông cáo ngày 21/4/2017 của Ban Bí thư Trung ương Đảng Cộng sản nói ông Võ Kim Cự "chịu trách nhiệm chính về những vi phạm, khuyết điểm của Ban cán sự đảng Uỷ ban nhân dân tỉnh và Uỷ ban nhân dân tỉnh giai đoạn 2008 - 2016 và Ban Quản lý Khu kinh tế tỉnh Hà Tĩnh giai đoạn từ năm 2008 đến năm 2010". Ông bị kết luận "đã trực tiếp ký nhiều văn bản không đúng quy định trong việc cấp giấy chứng nhận đầu tư; giao và cho thuê mặt nước biển; đồng ý chủ trương cho Công ty Formosa tự giải phóng mặt bằng để xây dựng đường ống xả nước thải không đúng quy định...; thiếu trách nhiệm chỉ đạo, thanh tra, giám sát quá trình triển khai thực hiện Dự án". Ban Bí thư Trung ương Đảng quyết định xóa mọi chức vụ trong Đảng của ông Võ Kim Cự. Có nghĩa là ông bị cách chức nguyên Bí thư Tỉnh uỷ Hà Tĩnh, chức vụ ông giữ từ tháng 2 đến tháng 11/2015. Ông Cự cũng bị kỷ luật xóa mọi chức vụ trong Đảng từ 2005 đến 2015, như các chức Bí thư Ban cán sự đảng Uỷ ban nhân dân tỉnh, Phó Bí thư Tỉnh uỷ Hà Tĩnh. Sau khi nhận kỷ luật cách chức từ Ban bí thư, Chủ tịch liên minh hợp tác xã Việt Nam Võ Kim Cự đã đệ đơn xin thôi làm đại biểu Quốc hội khóa 14.
Ngày 28.4.2017, Chủ tịch QH Nguyễn Thị Kim Ngân trong buổi tiếp xúc cử tri tại quận Ninh Kiều, TP Cần Thơ, cho biết: "Các chức vụ trước làm sai đã cách chức hết rồi. Chức vụ hiện tại là làm Chủ tịch liên minh HTX của ông Võ Kim Cự chưa sai. Khi ông Võ Kim Cự vào QH thì vào bằng suất của Chủ tịch liên minh Hợp tác xã và do MTTQ VN giới thiệu. QH sẽ làm thủ tục cho thôi nhiệm vụ đại biểu QH và Chính phủ làm thủ tục cho nghỉ hưu đối với ông Võ Kim Cự, vì đã đến tuổi nghỉ hưu. Có nghĩa là nghỉ hưu là hết chức. Chức trong quá khứ là cắt, chức hiện tại là thôi đồng nghĩa không còn gì nữa".
Ngày 15/5/2017, Ủy ban thường vụ Quốc hội đã biểu quyết chấm dứt tư cách đại biểu Quốc hội của Võ Kim Cự.
Ngày 16/7/2017, Thủ tướng Nguyễn Xuân Phúc ký quyết định thi hành kỷ luật 4 người liên quan tới Formosa, Võ Kim Cự bị xóa tư cách nguyên Phó chủ tịch UBND tỉnh Hà Tĩnh nhiệm kỳ 2005 - 2010 và nguyên Chủ tịch UBND tỉnh Hà Tĩnh nhiệm kỳ 2010 - 2015.